# サテライトきもつき
サテライトきもつきは、鹿児島県肝属郡肝付町にある競輪場外車券売場である。
本項では併設されているオートレース場外車券売場のオートレースきもつきについても記述する。

## サテライトきもつき
サテライトきもつきは2007年に開設された。武雄競輪場の全開催を中心として発売しており、他にも全ての特別競輪・記念競輪と、一部の場のナイター競輪を発売している。

## オートレースきもつき
オートレースきもつきは場内施設の一角に設置される形で2014年3月21日に開設された。飯塚オートレース場を中心として他の場も発売しており、一部のナイター競走も発売している。

## 施設
- 鉄筋1階建て
  - 一般席216
  - 車椅子席2
  - 特別観覧席60
  - ロイヤル席16

## アクセス
鹿児島県道554号後田富山線沿い。自家用車またはタクシーのみ。